# 智蟲 (愛麗絲夢遊仙境)
智蟲（英語：Caterpillar）是在英國作家路易斯·卡羅所著奇幻小說《愛麗絲夢遊仙境》中登場的虛構人物，牠的形象是一隻抽著水煙斗的毛毛蟲。

## 在小說中的描述

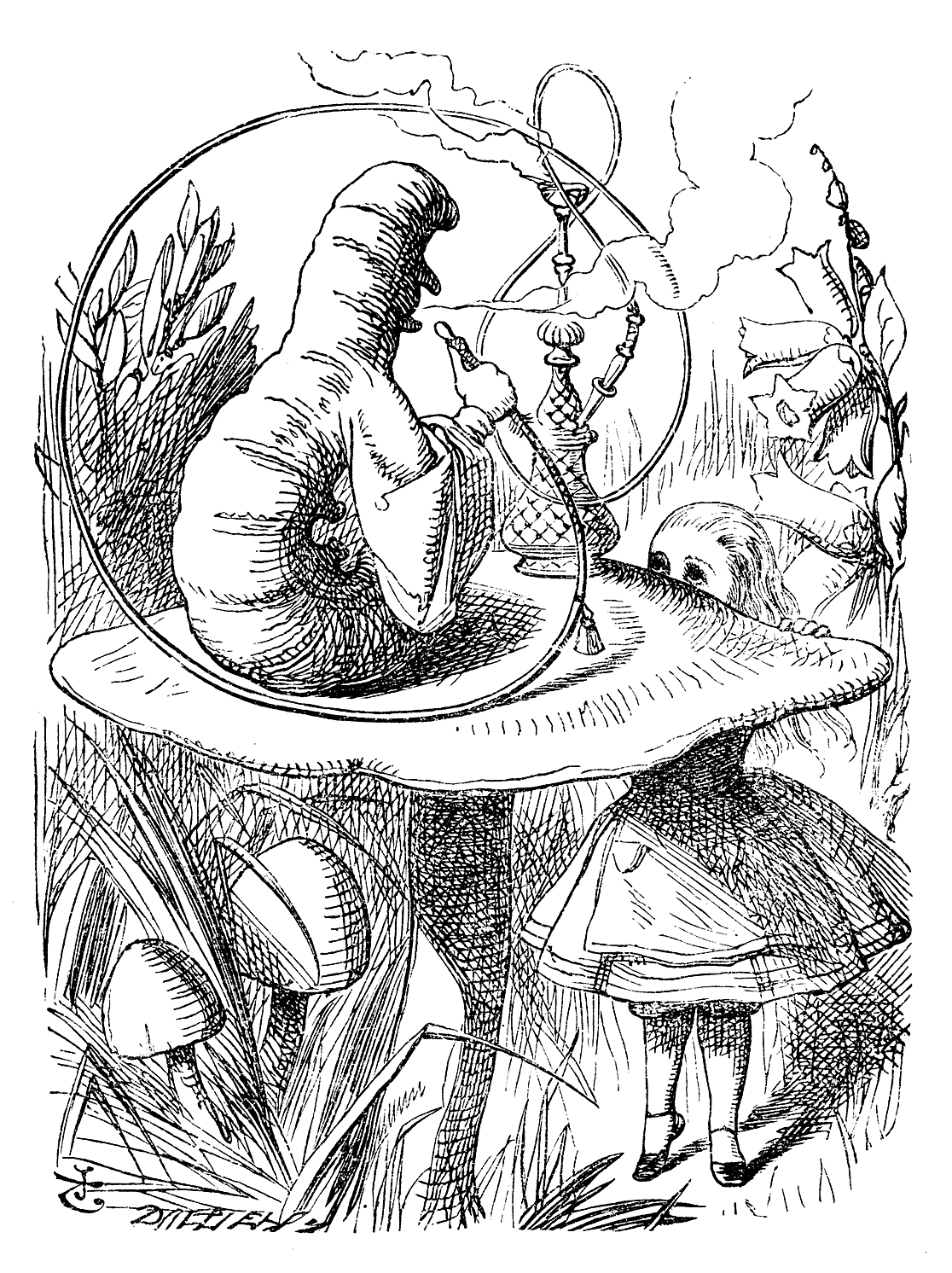
約翰·坦尼爾插畫中的智蟲。

根據小說第四章「兔子派來了小別比爾」和第五章「毛毛蟲的指點」中描述，智蟲身高七點五釐米，牠坐在一朵大蘑菇的頂上，抽著水煙斗；牠的個性顯得較嚴肅和不太友善，開口就問愛麗絲「妳是誰？」。愛麗絲和智蟲展開了一番對話，還在牠面前背誦「威廉爸爸你老了」詩句；最後智蟲建議愛麗絲去吃可以讓她變高變矮的蘑菇。

## 相關改編
智蟲出現在許多有關《愛麗絲夢遊仙境》的改編中。

### 迪斯尼動畫電影
在1951年動畫電影《愛麗絲夢遊仙境》裡，由理查德·海頓為智蟲配音。

### 蒂姆·波頓的電影系列
在蒂姆·波頓執導的2010年電影《魔境夢遊》中，由艾倫·瑞克曼為智蟲配音，牠被命名為艾瑟隆（Absolem）。
在這部電影中，智蟲守護著仙境中古老的「神諭」（Oraculum）。牠總共出場了五次，第一次是在仙境之外的現實世界裡，一位名叫漢米許的青年向愛麗絲求婚時，愛麗絲發現他肩膀上有一隻藍色毛毛蟲。第二次是在仙境內，白兔、雙胞胎、睡鼠麥利和渡渡鳥領著愛麗絲去向智蟲諮詢，為了讓愛麗絲重新找回自己的潛能，智蟲反覆問她「妳是誰？」的問題。之後在白皇后的宮殿內，智蟲又再次出場，提醒了愛麗絲她年幼時就曾到過仙境。在電影的結局，成為船長的愛麗絲在準備出航時發現已蛻變成藍色蝴蝶的智蟲停留在她肩上。
艾倫·瑞克曼在續集《魔境夢遊：時光怪客》中繼續為智蟲配音，電影裡成為蝴蝶的智蟲引導愛麗絲透過鏡子穿越到仙境中，但牠自此之後就沒出現在電影裡。同時這也瑞克曼最後的遺作。